# Cuatresia foreroi
Cuatresia foreroi är en potatisväxtart som beskrevs av A.T. Hunziker. Cuatresia foreroi ingår i släktet Cuatresia, och familjen potatisväxter. Inga underarter finns listade i Catalogue of Life.